# 건신대학원대학교
건신대학원대학교(建信大學院大學校, Asia Life University)는 대한민국 대전광역시 중구에 위치한 사립 대학원대학이다.

## 연혁
1997년 12월 5일에 학교법인 복음신학원에 의해 복음신학대학원대학교가 설립되었다. 이듬해 3월 12일 개교하였다. 2015년 3월 1일, 현재의 교명인 건신대학원대학교로 교명을 변경하여 현재에 이르고 있다.

## 교육편제
건신대학원대학교는 전문대학원 과정으로, 목회학과 석사 8학과, 박사 7학과 과정을 제공하고 있다.

## 같이 보기
- 대한민국의 교육